# Зайцевская волость (Богучарский уезд)
Зайцевская волость — историческая административно-территориальная единица Богучарского уезда Воронежской губернии с центром в слободе Зайцевка.
Образована в начале ХХ века выделением из Константиновской волости.
В 1915 год волостным урядником был Козьма Филиппович Перевозников, старшиной — Семен Иванович Зайцев, волостным писарем — Семен Александрович Виноградов.